# Биариц
Биариц (на френски: Biarritz) е град на брега на Бискайския залив, в департамент Пирене Атлантик, Франция. Намира се в региона на Страната на баските, на 35 km от границата с Испания. Градът е луксозна морска туристическа дестинация, известна със своя хотел Отел дю Пале (построен за Евгения де Монтихо около 1855 г.), казината си до морето и сърфистката си култура. Населението му към 2017 г. е 25 404 души.
В миналото, Биариц е бил малко рибарско село, което след 1854 г. става известна дестинация покрай Наполеон III и съпругата му, Евгения де Монтихо. Главен принос към разрастването му като зимна резиденция имат британците. Курортът е посещават от кралица Виктория, Едуард VII и Алфонсо XII. Така, Биариц започва да се нарича „кралицата на курортите и курорт на кралете“.
Мекият климат на региона, разнообразието от плажове и гледки и луксозните туристически хотели в града продължава да привличат клиенти от цял свят, но ексклузивният образ на Биариц вече е променен. Туризмът е по-разнообразен – организират се фестивали и конференции и е изграден център за таласотерапия (използването на морска вода, водорасли и кал за терапевтични цели). Между пясъчните плажове на Гран Плаж и Кот де Баск има панорамен път. Плажовете са разделени от скалист нос. Градът е популярна дестинация за сърфисти и уиндсърфисти, които обикновено пристигат през юли за сърф фестивала. Фолклорът и традициите на баските в областта също са част от атракциите.

## Население
| 1793   | 1821   | 1851   | 1876   | 1891   | 1901   | 1921   |
| ------ | ------ | ------ | ------ | ------ | ------ | ------ |
| 929    | 1082   | 2048   | 5507   | 9177   | 12 812 | 18 353 |
| 1931   | 1946   | 1962   | 1975   | 1982   | 1999   | 2012   |
| 22 955 | 22 022 | 25 231 | 27 595 | 26 598 | 30 055 | 25 330 |

## Климат
Климатът в Биариц е океански. Това е един от най-влажните градове във Франция.
| Климатични данни за Биариц            | Климатични данни за Биариц | Климатични данни за Биариц | Климатични данни за Биариц | Климатични данни за Биариц | Климатични данни за Биариц | Климатични данни за Биариц | Климатични данни за Биариц | Климатични данни за Биариц | Климатични данни за Биариц | Климатични данни за Биариц | Климатични данни за Биариц | Климатични данни за Биариц | Климатични данни за Биариц |
| Месеци                                | яну.                       | фев.                       | март                       | апр.                       | май                        | юни                        | юли                        | авг.                       | сеп.                       | окт.                       | ное.                       | дек.                       | Годишно                    |
| Абсолютни максимални температури (°C) | 23,4                       | 28,9                       | 29,7                       | 32,1                       | 34,8                       | 39,2                       | 39,8                       | 40,6                       | 37,0                       | 32,2                       | 27,8                       | 25,1                       | 40,6                       |
| Средни максимални температури (°C)    | 12,0                       | 12,8                       | 15,0                       | 16,2                       | 19,6                       | 22,1                       | 24,1                       | 24,7                       | 23,2                       | 20,0                       | 15,1                       | 12,5                       | 18,1                       |
| Средни температури (°C)               | 8,4                        | 8,9                        | 11,0                       | 12,4                       | 15,6                       | 18,3                       | 20,4                       | 20,8                       | 18,8                       | 16,0                       | 11,4                       | 9,0                        | 14,3                       |
| Средни минимални температури (°C)     | 4,8                        | 5,0                        | 7,0                        | 8,5                        | 11,6                       | 14,6                       | 16,7                       | 17,0                       | 14,5                       | 11,9                       | 7,7                        | 5,5                        | 10,4                       |
| Абсолютни минимални температури (°C)  | −12,7                      | −11,5                      | −7,2                       | −1,3                       | 3,3                        | 5,3                        | 9,2                        | 8,6                        | 5,3                        | −0,6                       | −5,7                       | −8,9                       | −12,7                      |
| Средни месечни валежи (mm)            | 128,8                      | 111,5                      | 103,5                      | 129,7                      | 113,9                      | 87,8                       | 69,3                       | 98,4                       | 119,6                      | 152,1                      | 185,9                      | 150,4                      | 1451                       |
| Средно количество слънчеви часове     | 100.2                      | 114.1                      | 164.4                      | 169.4                      | 193.7                      | 203.3                      | 209.0                      | 206.8                      | 192.8                      | 141.7                      | 103.8                      | 88.3                       | 1887                       |
| ------------------------------------- | -------------------------- | -------------------------- | -------------------------- | -------------------------- | -------------------------- | -------------------------- | -------------------------- | -------------------------- | -------------------------- | -------------------------- | -------------------------- | -------------------------- | -------------------------- |
| Източник: Météo France, Infoclimat    |                            |                            |                            |                            |                            |                            |                            |                            |                            |                            |                            |                            |                            |